# Yardley Gobion
Yardley Gobion est une paroisse civile et un village du Northamptonshire, en Angleterre.